# 马西莫·奥多

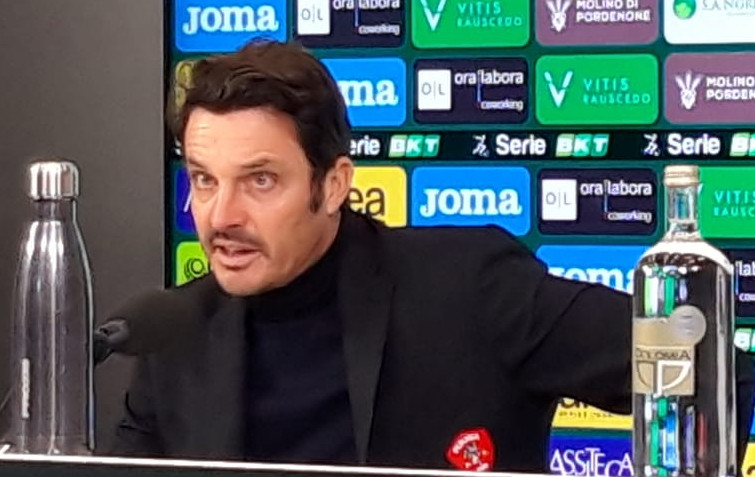
2019年

马西莫·奥多（Massimo Oddo，1976年6月14日—），是一名已退役的足球运动员。入选过意大利足球運動員，曾经效力意甲班霸AC米蘭并帮助球队获得2007年欧冠冠军，他也曾经替意大利出戰2004年歐洲國家盃及2006年世界盃，並協助奪得德國世界盃冠軍，曾為烏甸尼斯領隊。

## 生平
奥多出身於AC米蘭的青訓系統，但在AC米蘭期間一直未獲重用，並先後被外借多間國內低組別球會，一直連續五季。2000年奧度正式離開AC米蘭，加盟當時屬意甲中下游的小型球會維羅納，在該球會效力了兩季。
2001年奧度被拉素招攬。當時拉素處於動盪狀態，人事變動頻繁，奧度的加盟未有受到注意。但他卻以穩健的防守獲得球會重用，並擁有不俗的入球能力，奧度本身亦是一位點球專家。由於意甲長期都是由祖雲達斯、AC米蘭等大球會壟斷，奧度未有為拉素贏得意甲聯賽冠軍，唯有2004年贏得的意大利杯才值得一提。
奧度是一個較遲冒起的球員，他於2002年下半年才首度被國家隊徵召，時已是26歲。由於意大利人才眾多，他未成為主力，同時他亦被國家隊認為他攻優於守，不太適合作正選後衛。而人氣上奧度亦遠遜於一眾意大利星級球員，包括托迪、迪比亞路、保方、尼斯達、簡拿華路、恩沙基等等。
2006年世界杯他又一次隨國家隊出賽，結果成為冠軍隊成員。之後奧度不斷受到多家大球會斟介，其中有海外球會如曼聯和皇馬，使奧度離開拉素一事甚囂塵上。本來2006-07年球季，拉素委任奧度為新任隊長，奧度亦公開表示欲與球會續約，一度使離隊傳聞粉碎。不過半季後，2007年1月23日拉素公開宣佈與AC米蘭達成協議，奧度終於離開拉素，也標誌著奧度正式重返母會AC米蘭。
加盟AC米蘭僅半季，奧度在歐冠杯決賽上陣，並取得冠軍。
2008年夏季，AC米兰与拜仁慕尼黑签署球员租借协议，奥多正式加盟拜仁。
2009年夏季，因租約期滿，再次重返母會AC米蘭。
2011年奥多被租借给莱切一个赛季，也是他履行与AC米兰合同的最后一年，赛季后他选择了告别足球场：“当你到了这个年龄，你就会面对这个十字路口。”

## 佚聞
除了球場上表現外，擅於理髮也是奧度公開的秘密，像在2006年世界盃比賽期間，奧度曾經為幾名意大利國家隊球員充當理髮師。

## 榮譽
- 意大利盃冠軍：2004年
- 世界盃冠軍：2006年
- 歐冠盃冠軍：2007年
- 意甲冠軍：2010-11
- 意大利超級盃冠軍：2011

## 外部連結
- 馬西莫·奧度個人官方網站
- 個人檔案及數據（出自英國雅虎）
- 個人檔案（出自歐洲足協） （页面存档备份，存于）
- 個人檔案（出自國際足協） （页面存档备份，存于）
- （荷兰文） 個人檔案及數據（出自Voetbal International）
- （意大利文） 個人檔案及數據（出自拉素官方網） （页面存档备份，存于）
- （意大利文） 個人檔案及國家隊上陣紀錄（出自意大利足總）